# Poujadism
Poujadismul a fost o mișcare politică și sindicală franceză apărută în 1953 în departamentul Lot și dispărută în 1958.